# Stollbergs Inferno
Stollbergs Inferno ist der einzige Roman von Michael Schmidt-Salomon. Er erschien 2003 erstmals im Aschaffenburger Alibri Verlag.

## Inhalt
Stollbergs Inferno ist in dreiundvierzig Kapitel und ein Glossar (Die historischen Personen des Romans und ihr postmortales Schicksal) gegliedert.
Im gesamten Roman werden in unregelmäßigen Abständen philosophische Fragen beantwortet, vorrangig die nach dem Sinn in einer sinnleeren bzw. absurden Welt. Eines von Schmidt-Salomons philosophischen Kernthemen, die „Abkehr vom freien Willen“, die maßgeblich in Jenseits von Gut und Böse behandelt wird, kommt bereits im siebenunddreißigsten Kapitel zur Sprache.
Protagonist ist der religionskritische Professor Jan Stollberg, der während einer Vorlesung an seinem dritten Herzinfarkt stirbt.
Entgegen seiner weltanschaulichen Überzeugung findet er sich in der christlichen Vorhölle wieder. Neben ihm befinden sich dort sämtliche Philosophen, die aufklärerisches Gedankengut vertraten. Als Ludwig Feuerbach zur „himmlischen Rampe“ befördert werden soll, plant er mit Albert Camus, dem kommunistischen Werftarbeiter Peter Ibanovic und anderen Gefangenen der Hölle den Aufstand gegen Gott.
Eine der Gemeinsamkeiten mit Dantes Göttlicher Komödie ist die Bezugnahme auf intellektuelle Größen der Neuzeit, im Falle Dantes auf solche aus dem Altertum und dem Mittelalter. Jan Stollberg trifft auf seiner Reise durch die Hölle unter anderen auf Ludwig Feuerbach, Albert Camus, Friedrich Nietzsche, Karl Marx, Bertrand Russell, Ernst Haeckel, Ernst Bloch, Herbert Marcuse, Theodor Adorno und Michail Bakunin.
Der Autor Schmidt-Salomon zieht Analogien von christlichen Höllenvorstellungen zu den Verbrechen des Nationalsozialismus. So prangt über dem Eingangstor eines Lagers der Schriftzug „Buße macht frei“ und zahlreiche ehemalige SS-Angehörige arbeiten als Lageraufseher in der Hölle.
Zwei Szenen des Romans beinhalten sexuelle Handlungen. Die Aufnahme unter den Kritikern war gespalten. Rolf Cantzen schrieb in der MIZ 2003 zu diesem Thema: „Dass sich im Fegefeuer schwellende Schwänze nach höllischen Orgasmusschwierigkeiten schließlich doch lustvoll entladen ist irgendwie tröstlich, doch an heißen Sex sollte mann sich als Schriftsteller doch besser erst im zweiten oder dritten Roman heranwagen.“
Joachim Goetz nahm die Sexszenen in Aufklärung und Kritik jedoch positiv auf: „Keine kunstvollen Terzinen, keine ‚genialen‘ höllischen Phantasien, aber eine lässige, witzige, und ehrliche Sprache, ehrlich und nicht verklemmt, gerade auch wenn es um die Schilderung der Liebesabenteuer des Helden geht.'“

### Stollbergs Höllenvorstellungen
Die Vorhöllen sind in Stollbergs Inferno in sieben Ringe unterteilt, dabei ist das System wie in Dantes Göttlicher Komödie trichterförmig aufgebaut. Auch die Anzahl der Vorhöllen ist gleich mit derselben in der Göttlichen Komödie.
Der siebte, unterste Ring beherbergt die Todsünder, der sechste ausschließlich Juden, der fünfte alle nichtchristlichen Gläubigen (Juden ausgenommen), der vierte alle Künstler und Gelehrten, die Gott nicht behagten, jedoch in ihrer Lästerei nicht so weit gegangen sind, wie ihre Kollegen im siebten Ring, der dritte alle nichtkatholischen Christen (einschl. liberaler Katholiken), der zweite ungeborene Kinder oder in jungen Jahren gestorbene Ungetaufte, der erste, oberste Ring alle „mitlaufenden“ Nichtkatholiken, die sich in der Vorhölle zum Katholizismus bekannt haben.
Die Eingänge zu siebtem und sechstem Ring sind jeweils von toten SS-Aufsehern bewacht. Der fünfte Ring ist vom vierten Ring durch einen großen Felsgraben getrennt. Während im sechsten Ring die alten Konzentrationslager des Dritten Reiches reinstalliert wurden, benötigt der fünfte Ring keine Aufseher, da sich seine Insassen in einem ewigen Religionskrieg befinden. Muslime, Buddhisten, Hinduisten etc. halten in Stollbergs Inferno also noch in der christlichen Vorhölle am eigenen Glauben fest.
Baha'ullah, der zu Lebzeiten die Konflikte der großen Religionen beenden wollte, scheitert auch im Jenseits daran.
Im vierten Ring befindet sich eine Katholische Hochschule für religiöse Werke, die eine „Theologisch-Psychologische Fakultät“ beheimatet, in der sadistische Feldversuche durchgeführt werden. Die „Fakultät der schönen Künste“ zwingt ihre Insassen, Lieder in C-Dur zu komponieren und Kirchenlyrik zu schreiben.
Der dritte Ring besteht aus einer mittelalterlichen Stadt, in der sich Christen aller Konfessionen in einem ewigen Glaubenskampf, ähnlich den nichtchristlichen Gläubigen im fünften Ring, befinden.
Der zweite Ring besteht aus einem Duplikat der Niagara-Fälle, in dem das Wasser in die Höhe schießt. Föten und Embryonen schwimmen die Fälle in großen Schwärmen hinauf.
Im ersten Ring, dem Paradiso, können die Insassen mit christlichen „Bonuspunkten“ Alltagsgegenstände und Reliquien erwerben.